# Auetalbrücke
Die Auetalbrücke ist eine zweigleisige Eisenbahnüberführung der Schnellfahrstrecke Hannover–Würzburg bei Streckenkilometer 64,4 und mit 1056 Meter die längste Brücke des nördlichen Streckenabschnittes.

## Lage
Die Balkenbrücke liegt südöstlich von Kreiensen und überspannt das Tal der Aue, eines 19 Kilometer langen Nebenflusses der Leine, die Landstraße 592 von Kreiensen-Billerbeck nach Kalefeld, die Bahnstrecke Osterode–Kreiensen sowie einen Wirtschaftsweg. Das Streckengleis liegt in einer Höhe von maximal 38 m über dem Talboden.
Nördlich schließt sich nach einem Damm und einem Einschnitt der Hopfenbergtunnel an. Südlich folgt ein bis zu 9,50 m hoher Damm, der in einen ein Kilometer langen und bis zu 20 m tiefen sowie bis zu 125 m breiten Einschnitt übergeht. Daran schließt sich südlich nach einem kurzen Damm der Sohlbergtunnel an.

## Geschichte
Bereits 1982 war das Bauwerk mit einer Länge von 1056 m geplant.
In der Planungsphase lag die Brücke vollständig im 3,45 km langen Planfeststellungsabschnitt 2.13 der Neubaustrecke.
Die Eisenbahnüberführung wurde zwischen August 1984 und 1987 erbaut.

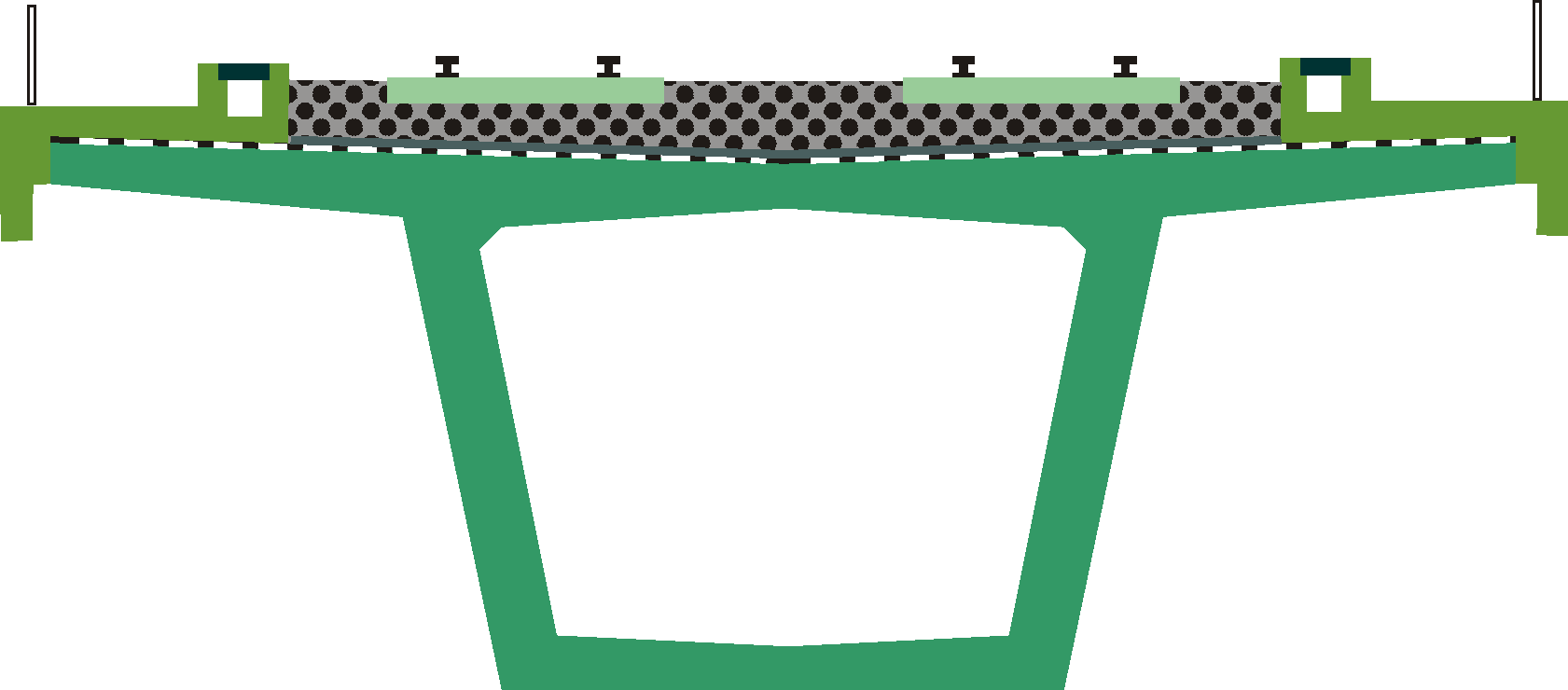
Querschnitt Überbau

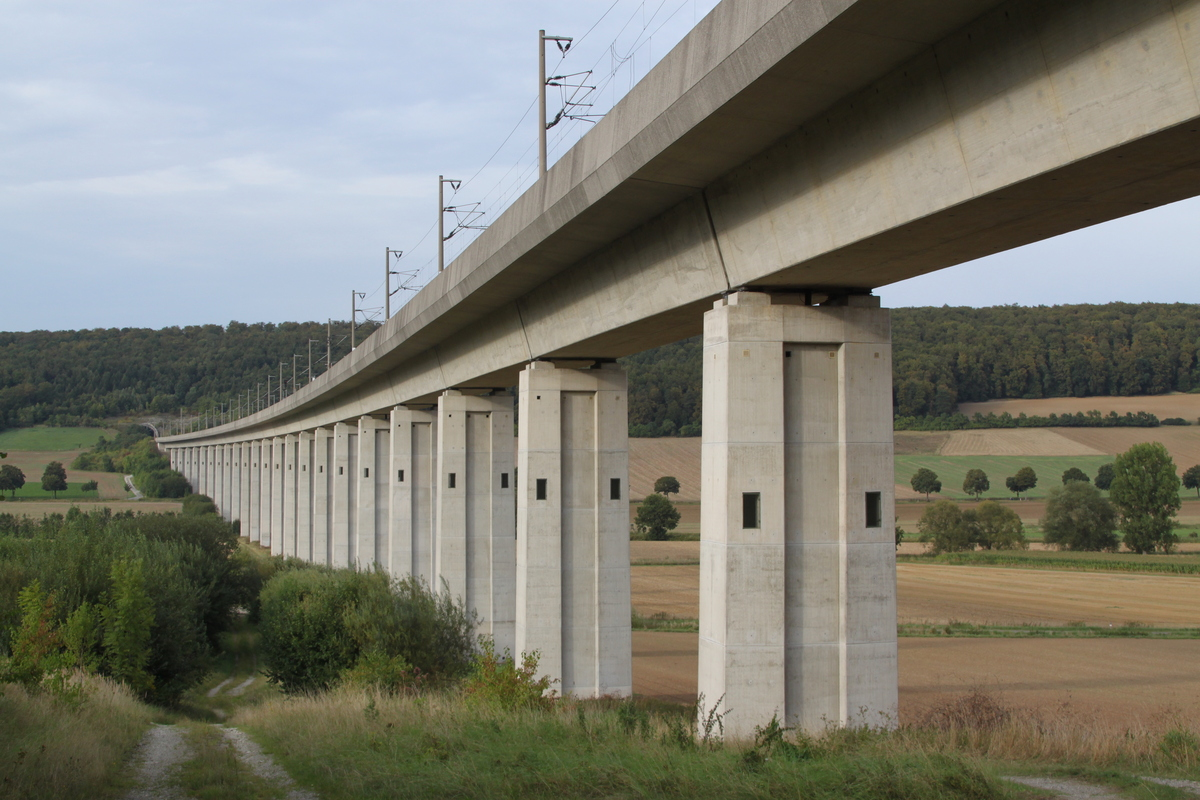
Blick auf Pfeiler, Unter- und Überbau

Der im Grundriss in südlicher Richtung nach rechts gekrümmte Brückenüberbau besteht aus einer Kette von 24 Einfeldträgern. Dadurch ist der spätere Austausch einzelner Brückensegmente möglich. Die Querschnittsform ist ein einzelliger in Längsrichtung vorgespannter Stahlbetonhohlkasten mit geneigten Stegen. Zusätzlich ist die Fahrbahnplatte in Querrichtung vorgespannt. Die Stützweite beträgt einheitlich 44 Meter bei einer Überbaubreite von 14,3 Metern. Die konstante Bauhöhe von 4,0 Metern ist aufgrund der erforderlichen Steifigkeit für geringe Durchbiegung relativ hoch. Die 23 Stahlbetonpfeiler haben am Pfeilerkopf eine Querschnittsbreite von 6 Metern und sind dort 4 Meter dick, da für die Einfeldträger die Anordnung von vier Lagern erforderlich ist.  Bis auf das Widerlager Süd, das nach einer Baugrundverbesserung mit Kiesstampfsäulen flach gegründet wurde, haben alle Gründungsbauteile eine Tiefgründung mit Frankipfählen.
Zur Gründung der Fundamente standen Grobkornsäulen, die in den Baugrund gerüttelt werden sollten, oder Ortbetonrammpfähle zur Diskussion. Eine seitliche Brüstung dient als Schallschutz. An der Gestaltung der Pfeiler und der Lärmschutzmaßnahmen wurde der Landkreis Northeim und die Gemeinde Kreiensen beteiligt.